# Operation Naked
Operation Naked ist eine deutsche Mockumentary aus dem Jahr 2016. Regie führte Mario Sixtus.

## Handlung
Die gesichtsblinde Michelle Spark gründet das Start-Up Real-o-Rama, das eine Datenbrille produziert. Anfangs gefeiert, geschieht während einer Live-Vorführung im Fernsehen ein Skandal, als der Lehrer Pablo Rothmann durch die Datenbrille als homosexuell geoutet wird und darauf seinen Job verliert. Rothmann tritt in verschiedenen Fernsehformaten auf, in denen er Spark und die Datenbrille kritisiert. Über die Protagonisten wird in verschiedenen Formaten von ZDF und 3sat berichtet, dabei werden jeweils kurze Ausschnitte aus fiktiven Sendungen gezeigt. Die Datenbrille wird später als illegal eingestuft, woraufhin Michelle Spark dieses Verbot umgeht, indem sie die Brillen verschenkt. Später gründen sich im Internet die „Aluköpfe“, welche gewaltsam Datenbrillenbesitzer angreifen und die Brillen zerstören. Am Schluss wird die Datenbrille wieder legal, da Spark einen QR-Code entwickelt, der bestimmte Personen blockiert. Der Film endet mit dem Gang zur U-Bahn im Point-of-View-Shot, als ein Passant den Brillenträger als schwul outet und ihn verprügelt.

## Hintergrund
Die Diskussion um die Datenbrille spielt sich hauptsächlich in Formaten des ZDF ab. Dabei werden fiktive Sendungen bekannter Formate eingespielt, die jeweils die typischen Klischees dieser Formate bedienen. Dadurch kann der Film auch als Mediensatire gelten.
Operation Naked war nominiert für den europäischen Fernsehpreis Prix Geneve, und für den Grimme-Preis in der Kategorie Fiktion.

## Kritik
„Mario Sixtus hat die bestens bekannten Verhaltensmuster und Argumentationsstrategien zu einer nur etwas verdichteten und überzeichneten Dystopie gemixt, die als Medien- und Gesellschaftssatire tadellos funktioniert. Die aber so natürlich nie Realität werden wird. Weil sie – Verdichtung und Überzeichnung abgezogen – schon längst Realität ist.“

„Sixtus spitzt hier Hilf- und Planlosigkeit in der IT-Politik satirisch zu. (...) Der Autor knüpft in seiner 'Mockumentary' an reale Debatten an, vor allem an den Streit zwischen Datenschützern und den Verfechtern von 'post privacy', die die Auflösung der Privatsphäre für unaufhaltsam halten. (...) Nebenbei wird karikiert, wie einfallslos Fernsehen sein kann.“